# Superman III
Superman III este un film din 1983 britanico-american cu supereroi regizat de Richard Lester. Este al treilea din seria de filme bazat pe supereroul omonim DC Comics. Este ultimul film cu Superman care a fost produs de Alexander Salkind și Ilya Salkind. În rolurile principale joacă actorii Christopher Reeve, Richard Pryor, Annette O'Toole, Annie Ross, Pamela Stephenson și Robert Vaughn. Acest film este urmat de Superman IV : Lupta pentru pace (Superman IV: The Quest for Peace), film lansat la 23 iulie 1987.
Deși a beneficiat de un buget de 39 de milioane și a avut încasări de peste 70 de milioane, a avut mai puțin succes decât primele două filme cu Superman, atât din punct de vedere financiar cât și critic. În timp ce criticile dure s-au axat asupra tonului comic/amuzant al filmului și jocului actoricesc slab al lui Richard Pryor, Christopher Reeve a fost lăudat pentru reușita sa performanță de a juca un Superman mai întunecat și mai corupt. Cu toate acestea, după lansarea acestui film, Pryor a semnat un contract pe cinci ani cu Columbia Pictures în valoare de 40 milioane dolari.

## Distribuție
- Christopher Reeve este Clark Kent / Superman
- Richard Pryor este Gus Gorman
- Jackie Cooper este Perry White
- Marc McClure este Jimmy Olsen
- Annette O'Toole este Lana Lang
- Annie Ross este Vera Webster
- Pamela Stephenson este Lorelei Ambrosia
- Robert Vaughn este Ross Webster
- Margot Kidder este Lois Lane
- Gavan O'Herlihy este Brad